# Nils Johansson (Eishockeyspieler, 1938)
Nils-Rune Tommy „Nicke“ Johansson (* 24. Juli 1938 in Örnsköldsvik) ist ein ehemaliger schwedischer Eishockeyspieler.  

## Karriere
Nils Johansson begann seine Karriere als Eishockeyspieler in seiner Heimatstadt beim Alfredhems IK – 1963 in MoDo AIK umbenannt – für dessen Profimannschaft er von 1958 bis 1970 in der Division 1, der damals höchsten schwedischen Spielklasse, sowie der zweitklassigen Division 2 aktiv war. 1964 gewann er den Guldpucken als Spieler des Jahres in Schweden. Von 1970 bis 1975 lief der Verteidiger für den Färjestad BK auf, bei dem er anschließend seine Karriere im Alter von 37 Jahren beendete. 

### International
Für Schweden nahm Johansson an den Olympischen Winterspielen 1964 in Innsbruck und 1968 in Grenoble teil. Bei den Winterspielen 1964 gewann er mit seiner Mannschaft die Silbermedaille. Zudem stand er im Aufgebot seines Landes bei den Weltmeisterschaften 1962, 1963, 1965, 1967, 1969 und 1970. Bei der WM 1963 gewann er mit seiner Mannschaft die Goldmedaille. Als bestes europäisches Team wurde Schweden zudem Europameister. Darüber hinaus gewann er bei der WM 1965 mit seinem Land die Bronzemedaille und bei den Weltmeisterschaften 1963, 1967, 1969 und 1970 jeweils die Silbermedaille.

## Erfolge und Auszeichnungen
- 1964 Guldpucken
- 1964 Schwedisches All-Star Team
- 1971 Rinkens riddare

### International
| - 1962 Goldmedaille bei der Weltmeisterschaft - 1963 Silbermedaille bei der Weltmeisterschaft - 1964 Silbermedaille bei den Olympischen Winterspielen - 1965 Bronzemedaille bei der Weltmeisterschaft | - 1967 Silbermedaille bei der Weltmeisterschaft - 1969 Silbermedaille bei der Weltmeisterschaft - 1970 Silbermedaille bei der Weltmeisterschaft |